# Kárpátalja földrajza
Kárpátalja (ukránul Закарпатська область, vagyis Kárpátontúli terület) Ukrajna nyugati, Romániával, Magyarországgal, Szlovákiával és egy kis szakaszon Lengyelországgal szomszédos régiója.

## Földrajzi fekvése
Területe 12 800 km². Legnagyobb kiterjedése keletről – nyugatra 190 km, északról – délre 90 km. Kárpátalja Ukrajna legnyugatibb területe. Négy országgal határos: északon Lengyelországgal 33,4 km-es szakaszon, nyugaton Szlovákiával 98,9 km, délen Magyarországgal 130 km és Romániával 205,4 km. A Kárpátok bércein a lvivi (Lembergi) (85 km) és az Ivano-frankivszki területekkel (180 km) szomszédos. Szélső pontjai: északon: ÉSz. 49°06' és KH. 22°35' (Keleti-Beszkidek, Patkófalu, Nagybereznai járás), délen: ÉSz. 47°53' és KH. 24°18' (Terebesfehérpataktól 6 km-re, Rahói járás), keleten: ÉSz. 48°27' és KH. 22°09' (Fekete-hegy, Lonka községtől 12 km-re, Rahói járás), nyugaton: ÉSz. 48°04' és KH. 24°38' (1,5 km-re Tiszasalamontól, Ungvári járás). Legnagyobb szélessége észak-déli irányban 135 km, legnagyobb hosszúsága kelet–nyugat irányban közel 205 km. Kárpátalja földrajzi középpontja a Kuk-hegycsúcs közelében található (Szolyvai járás; ÉSz. 48°30' és KH. 23°23').
A mai Kárpátalja területe 1918-ig Magyarország része volt. Addig Kárpátalja mint önálló történelmi-földrajzi egység nem létezett. Mai területe hat vármegye területéhez tartozott: Ung, Ugocsa, Bereg, Máramaros, Szabolcs és Szatmár.

## Domborzata, geológiai felépítése

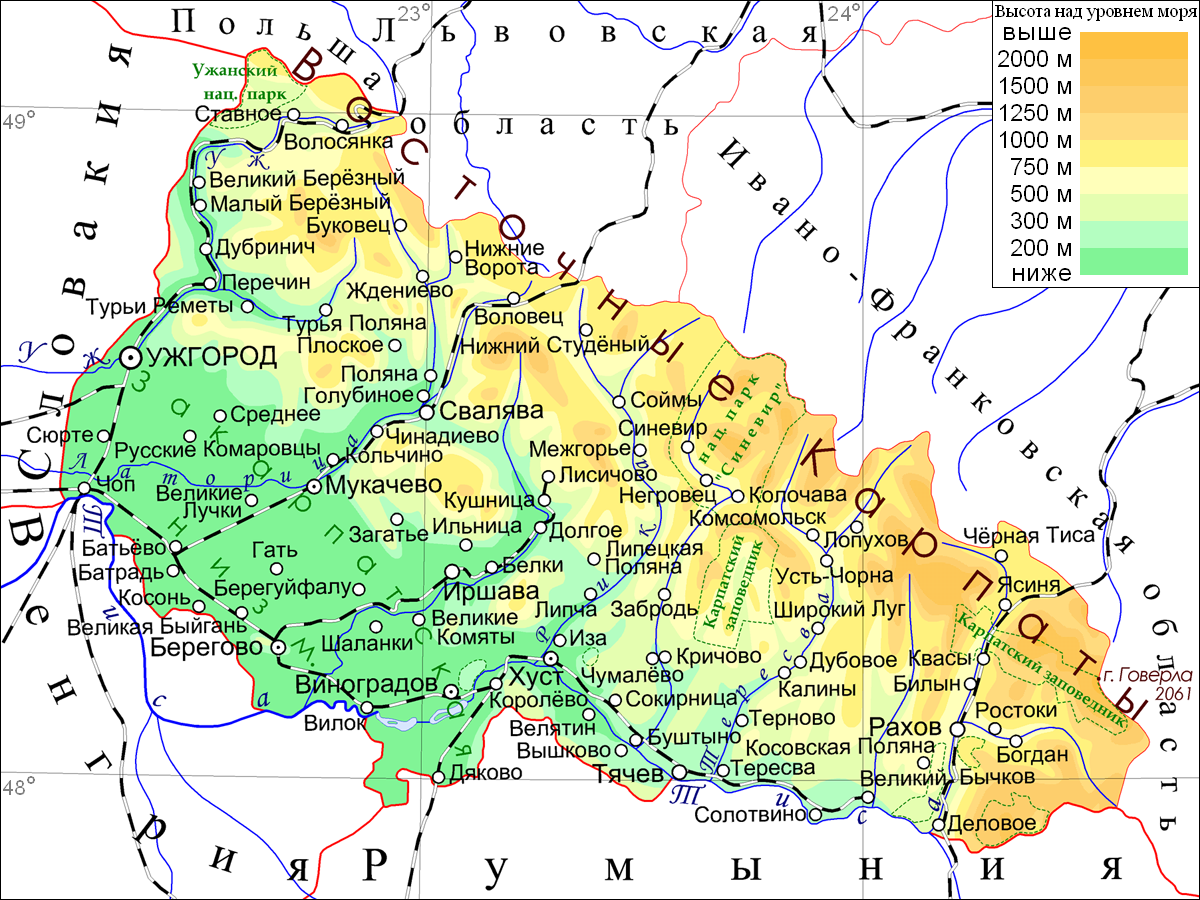
Kárpátalja topográfiai térképe

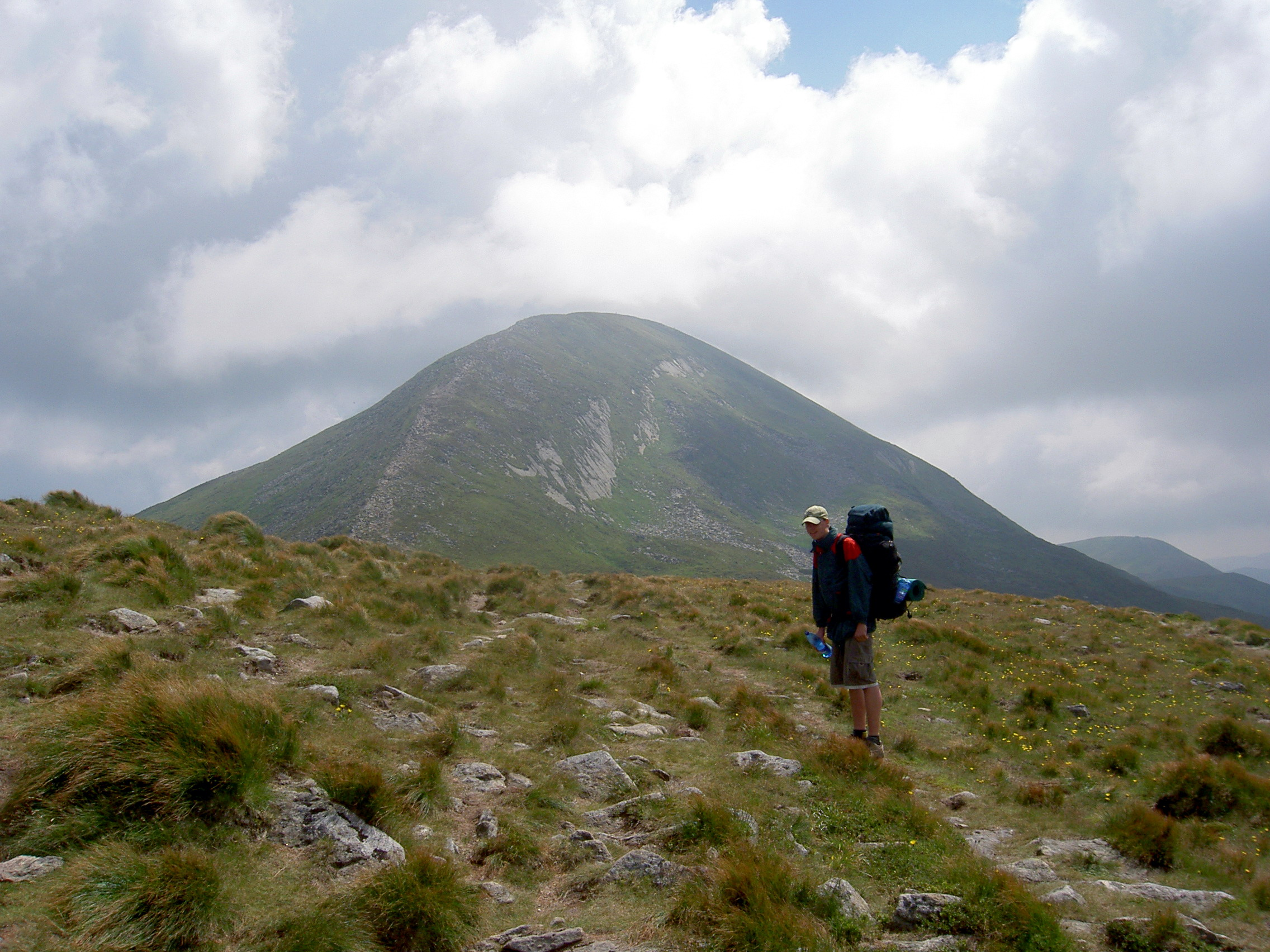
Hoverla

Kárpátalja területének 80%-a hegyvidék. Az Északkeleti-Kárpátoknak az Ung völgyétől a Csornohoráig terjedő része tartozik ide; fontosabb hegyvonulatai: Vihorlát-Gutini-hegyvonulatai, Róna-havas, Borzsa-havas, Keleti-Beszkidek, Csornohora, Máramarosi-havasok. Legmagasabb hegycsúcsok: Hoverla (Hó-vár, 2061 m), Brebeneszkul (2032 m), Csornohorai Pop Iván (Pip Iván, 2029 m), Pietrosz (Kőhavas, 2020 m), Hutin-Temnatik (Ősztető, 2017 m), Rebra (2001 m), Turkul (Bölényhavas, 1932 m), Breszkul (1910 m), Bliznica (Iker-havas, 1880 m). Az Északkeleti-Kárpátok gerincén széles hágók vezetnek át. Az Ung folyó völgyében az Uzsoki-hágó (889 m), a Latorca völgyében a Vereckei-hágó (841 m), a Fekete-Tisza völgyében a Tatár-hágó (961 m). Fontosabb hágók a Vízválasztói-vonulaton még: Kisszolyvai-hágó (1110 m), Toronyai-hágó (931 m).
A Kárpátaljai-alföld a terület 20%-át teszi ki, átlagos tengerszint feletti magassága 100–200 m. Több részre oszlik: Ungi-sík, Beregi-síkság, Ugocsai-sík. A Huszti-kapun túl, keletre a Máramarosi-medence egy része is Kárpátaljához tartozik, így geopolitikai szempontból még ezt a vidéket is a Kárpátaljai-alföldhöz sorolják. Az alföld mai felszínét a Tisza és mellék folyóinak eróziós és akkumulációs munkája alakította ki.
Kárpátalja területe gazdag ásványi kincsekben. Legnagyobb értéket a sóbányák képviselnek, amelyek Aknaszlatinán találhatók. Értékesek a barnaszén-, a kaolinlelőhelyek. Kövek közül a mészkő, bazalt, andezit, diabáz előfordulása gyakori, kisebb mennyiségben található márvány, opál, jáspis, a Máramarosi-havasokban a hegyi kristály, az ún. „Máramarosi gyémánt”. Vasércet Munkács környékén (Bilke) bányásztak a 20. századig.

## Vízrajza

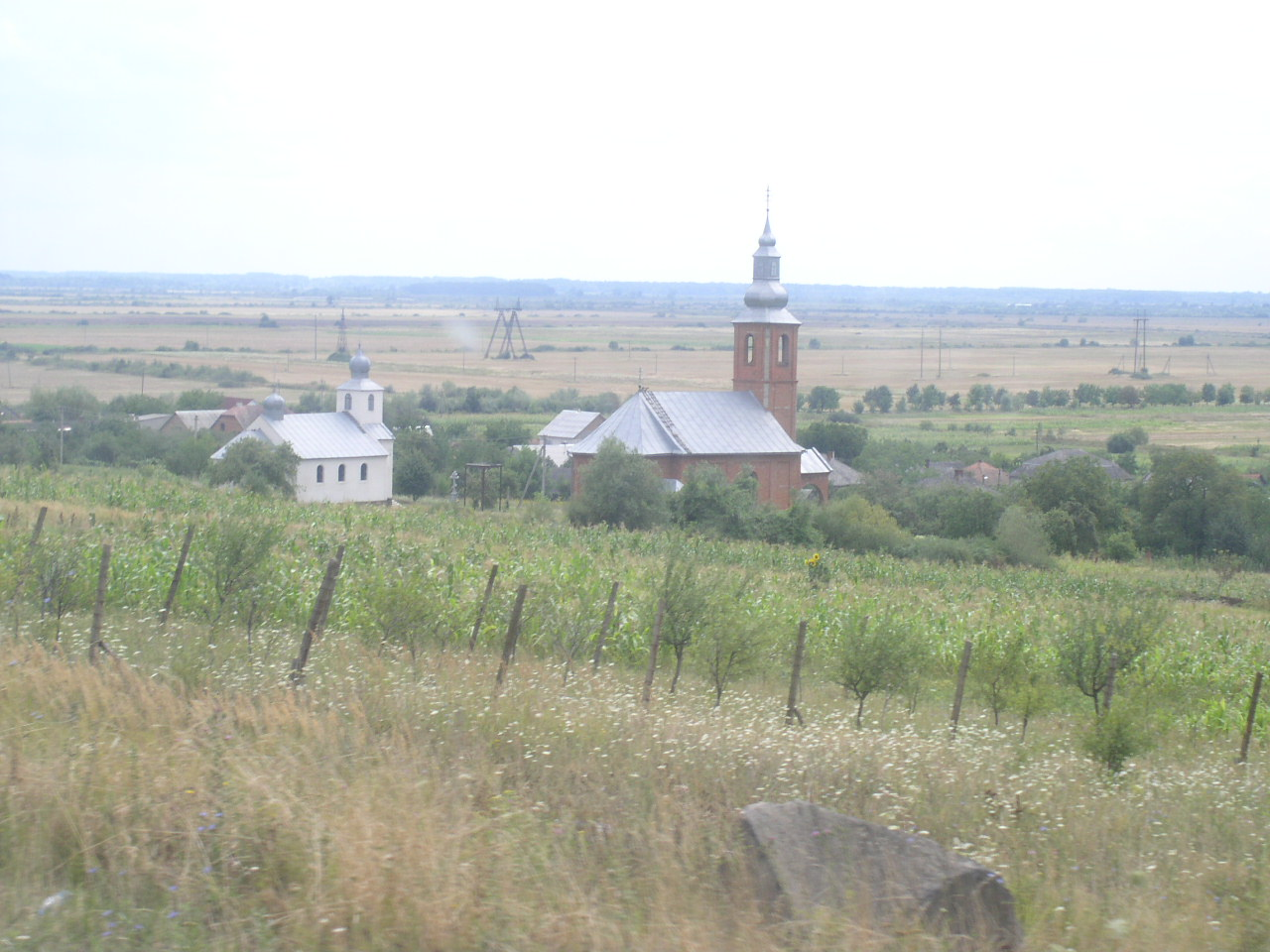
A Kárpátaljai-alföld

A Kárpátok nyugati oldalán eredő 9429 folyó, patak, ér, forrás vize egyesül a Tiszában. Kárpátalja folyói a Felső-Tisza medencéjének vízrendszeréhez tartoznak, az Északkeleti-Kárpátok homokkő-övezetének bővizű rétegforrásaiból erednek. A fő folyó a Tisza, amely a Máramarosi hegyekben ered, két forráspatakból, a Fekete- és Fehér-Tiszából egyesül. A Tisza 201 km-es szakasza található Kárpátalján jelentősebb mellékfolyói: Borzsa, Nagy-ág (Rika), Talabor (Tereblja), Tarac (Tereszva). A Latorca és az Ung, amely nem közvetlenül ömlik a Tiszába. Kisebb folyók a Zsdenyova, Kis- és Nagy-Pinye, Dusina, Viznicze, Sztara, az Ilosva és Szinyanka. Kárpátalja legjelentősebb tava a Szinevéri-tó, amely 989 m magasan fekszik, vízfelülete 7 hektár, mélysége 16–24 m közötti. Legnagyobb víztározó a Talaboron található (vízfelülete 20 km²).
A terület nagyon gazdag ásványtartalmú forrásokban, gyógyvizekben. Ásványos források vannak: Uzsokon, Szolyván, Királyfiszálláson, Polenán, Ploszkótelken, Dombostelken, Szarvaskúton, Iványiban, Gyertyánligeten, Visken. Konyhasós forrás az aknaszlatinai, királymezői.
Jelentős gyógyfürdők találhatók Aknaszlatinán, Kovászón, Polenán, Sajántelepen.

## Éghajlata és talajai

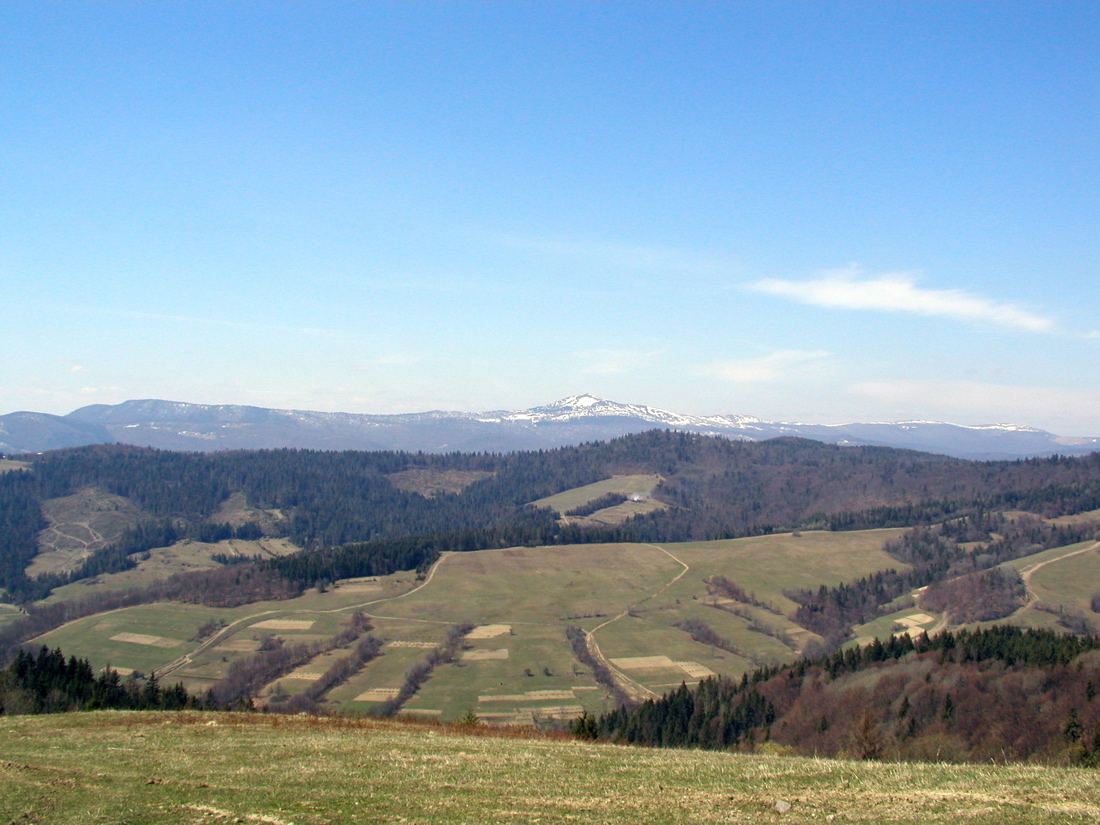
Kilátás a Vereckei-hágóról

Kárpátalja éghajlata mérsékelt. A tél enyhe, a középhőmérséklet −2 és −5 °C között változik, tartós hótakaró nem mindig alakul ki. A meleg időszak meghaladja a 9 hónapot. A júliusi középhőmérséklet +20-21 °C. Az évi csapadékmennyiség 600–700 mm, a csapadék zöme nyáron hullik. Tavasszal a sarki eredetű légtömegek fagyokat okoznak, az ősz rendszerint meleg, száraz és napos.
Az Ukrán-Kárpátok talajai: barna erdei talaj, barna podzolos glejes talaj, barna podzolos talaj, barna réti talaj, hegyi réti talaj és tőzeges talaj. A síkvidéken különböző réti talajok találhatóak.

## Kárpátalja növény és állatvilága

### Növényvilág
Kárpátalja területén több mint 2000 fafajta és cserje található, melyből 44 faj kipusztuló félben van. A terület 45%-át erdők borítják. Jellemzőek a bükkösök (58%), fenyvesek (31%) , tölgyesek (7%), de található nagy számban még nyárfa, vörösfenyő, égerfa, gyertyán, erdei fenyő, juhar és kőris.
A növényzetét meghatározza a magassági öveződés. Az alföldi részeken rétek, tölgy és égerfaerdők találhatóak.Az előhegyi területeken (500–700 m-ig) tölgyes-gyertyán erdők találhatóak, az alacsonyhegységi övben (1200 m-ig) bükkösök, bükkös jegenyefenyős és lucfenyős erdők dominálnak, 1500–1600 m-ig tűlevelű erdők találhatóak. A hegységben a következő fafajták találhatóak: jegenyefenyő, vörösfenyő, feketefenyő, erdeifenyő, bükk, tölgy, szilfa, juharfa, kőrisfa, cserfa. A havasokban szegfűfélék, rododendronok, erdélyi ibolya, nárcisz, ciklámen, havasi gyopár található. A síkvidék, a Felső-Tiszavidék növényvilágára jellemző a tölgy-, kőris-, nyárfa, fűzfa, éger-, szilfa. Aljnövényzetként: a galagonya, fagyal, mogyoró, kecskefüzér fordul elő. A jellemző lágyszárúak közül néhány: gyöngyvirág, nárcisz, gólyahír, nyári tőzike, kockás liliom, sáfrány, hóvirág, baracklevelű csengettyűke, ökörfarkkóró.

### Állatvilág
Kárpátaljai állatvilága nagyon változatos: emlősök (80 faj), madár (280 faj) hüllők (10 faj), kétéltűek (16 faj), halfélék (60 faj) és mészhéjú állatok (csigák, kagylók, rákok; 100 faj). Állatok barna medve, vaddisznó, szarvas, farkas, hiúz, borz, vadmacska, hermelin, nyest, róka, mókus, nagypele, vidra, sas, sólyom, héja, ölyv, vörös kánya, törpesas, vándorsólyom, harkály, bagoly, törpekuvik, fecskék, fácán, fogoly, siketfajd, fürj, rigó, pacsirta, szalakóta, jégmadár, gyurgyalag, hajnalmadár, vetési ludak, lilikek, gémek, búvárok, vöcskök, sirályok, csérek stb.

## Főbb természeti látnivalók

### Vereckei-hágó
A magyar történelem része. Itt keltek át a Kárpátokon a honfoglaló magyarok. Ez az a vidék, amelyet minden magyar igyekszik legalább egyszer felkeresni. Munkács–Szolyva–Alsóverecke–Verebes útvonalon juthatunk el célunkhoz (kb. 150 km). Attól függően milyen útvonalon szándékozzuk megközelíteni. A Vereckei-hágó a Máramarosi-havasok és a Keleti-Beszkidek közt biztosítja az áthaladást 839 m magasan. Mai szerepe viszont már jelentéktelen. Az 1980-as olimpiára ugyanis új út épült Munkács és Lviv között, ami elkerüli a hágót. Így ma szinte alig van forgalom, főleg a turisták látogatják, az út is eléggé rossz állapotban van. A hágó legmagasabb pontján egy évtizede[mikor?] befejezetlen motel, egy hegyi pásztor szobra (a havasi kürtje félig eltört), egy kereszt és egy buszmegálló található. Ezektől néhány száz méterre egy nagyszerű kilátóponton áll a millecentenáriumi emlékmű.

### Szinevéri-tó
989 méter magasan a tengerszint fölött, a Tóhegy lábánál található tengerszem kb. 10 ezer évvel ezelőtt keletkezett. Területe 4–7 hektár, közepes mélysége 8–10 m, de 22–25 m mélységet is mértek. A víz hőmérséklete 12–18 °C, itt honos a szivárványos, folyami és tavi pisztráng. A tó környéke természetvédelmi terület, melynek területe 40,4 hektár, s 500–1700 méterrel a tengerszint felett húzódik a Gorgánok hegyeiben, ahol a Tisza jobb oldali mellékfolyója, a Talabor ered.

### A Nárciszok völgye
A Nárciszok völgye egyedi botanikai objektum, amelyben Közép-Európa legnagyobb kiterjedésű keskenylevelű nárcisz (Narcissus angustifolius) ültetvénye található. Ez a növény az Alpokban, a Balkánon és a Kárpátokban fordul elő 1100-2060 méteres magasságokban. Az itt élő nárciszok reliktum növényeknek (maradványoknak) számítanak a síkvidéken, ugyanis túlélték a legutolsó jégkorszakot is. A masszívum területén különböző csoportosulásokban élnek: Narcissus angustifolius + Sanguisorba officinalis + Anthoxanthum odoratum, N. angustifolius + Festuca pratensis + Holcus lanatus, Juncus conglomeratus + Filipendula vulgaris + N. angustifolius. A völgyben több mint 400 féle növény található, közöttük olyan ritkaságok is, mint a Achillea salicipholia, Dactylorhisa fuschii, D. majalis, Erytrhonium dens-canis, Gentiana pneumonanthe, Gymnadenia odoratissima, Iris sibirica, Orchis coryophora, O. laxiflora, Potentilla alba stb.

## Képek

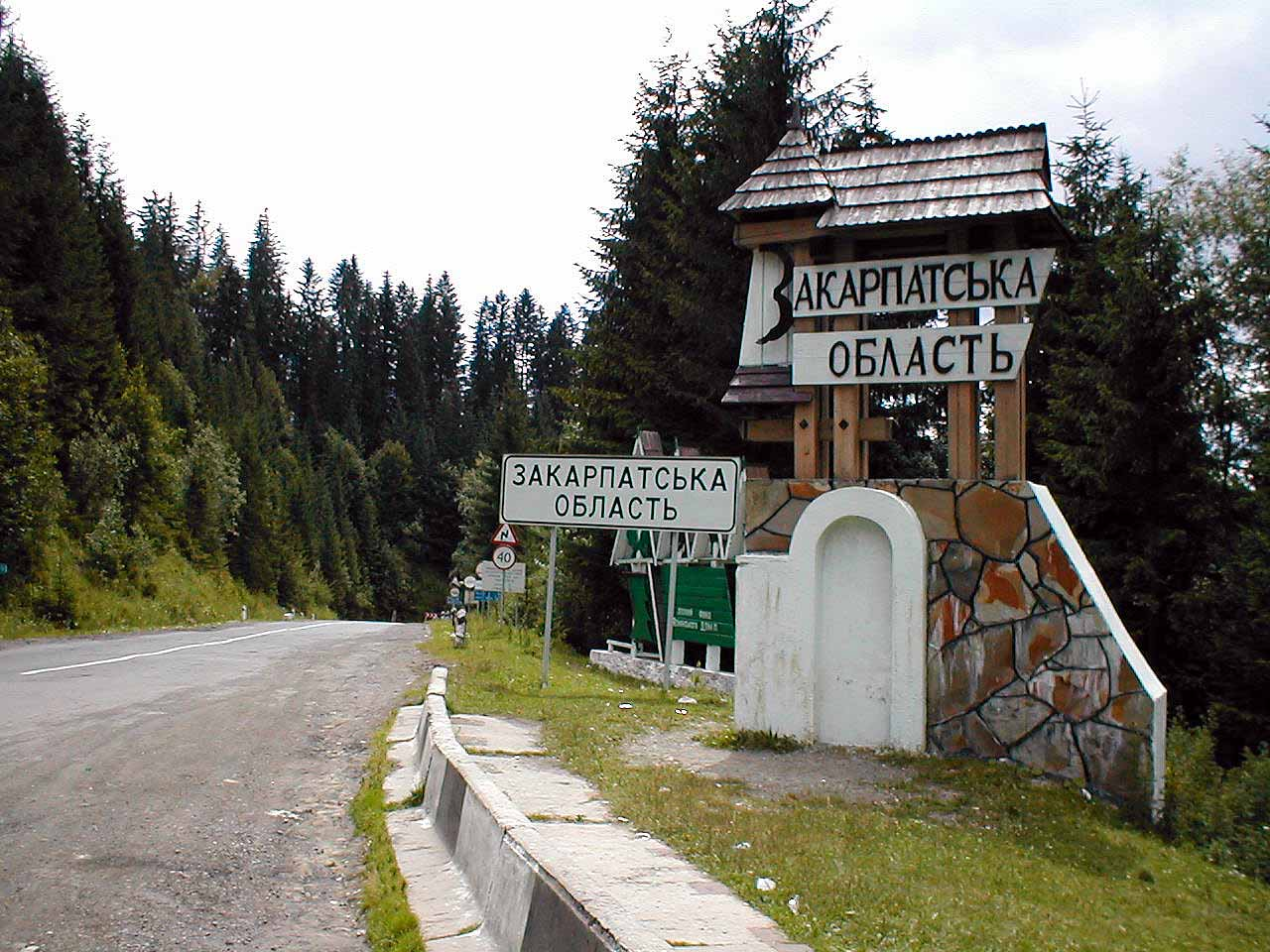
A Tatár-hágó
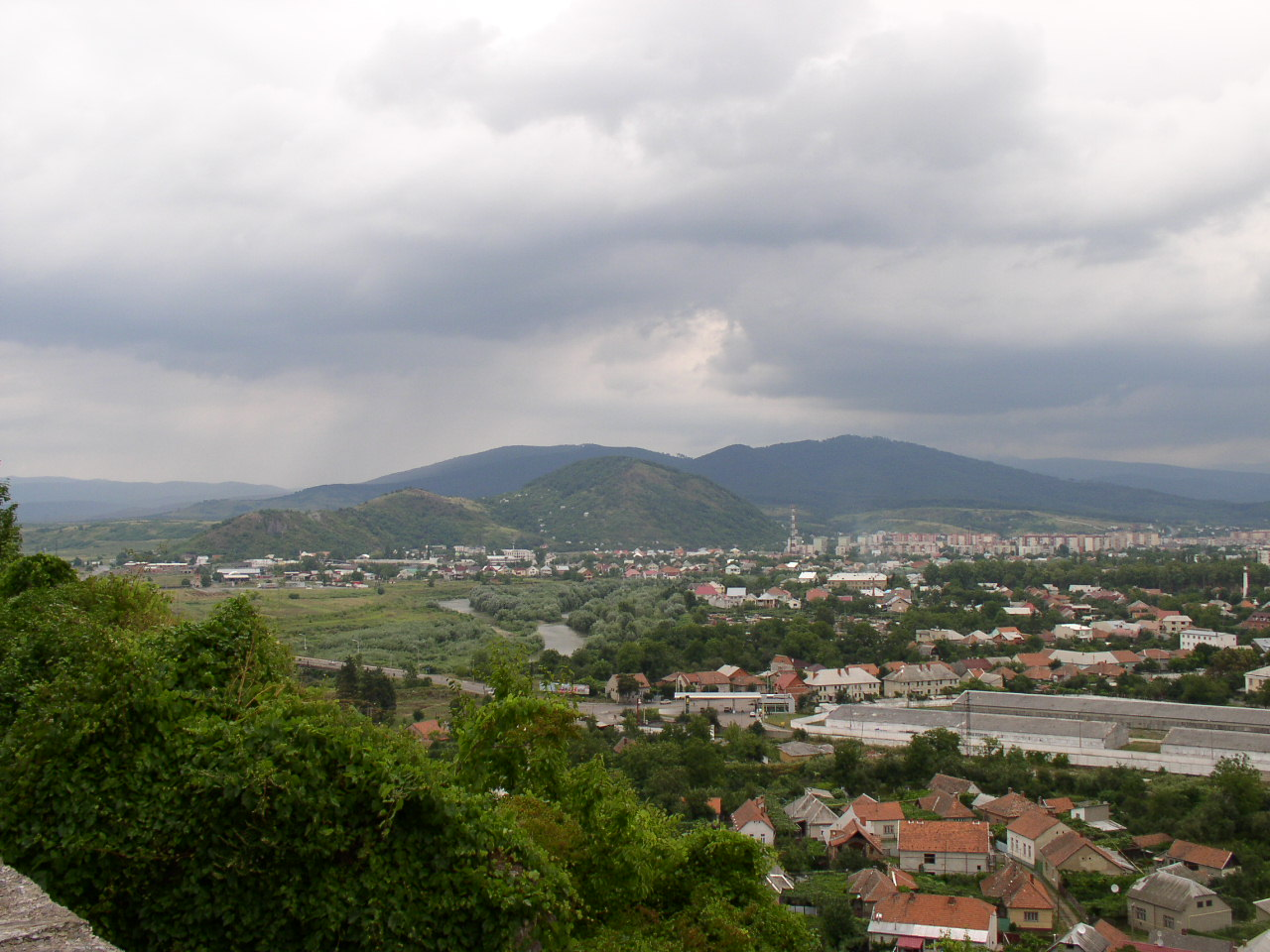
Munkács
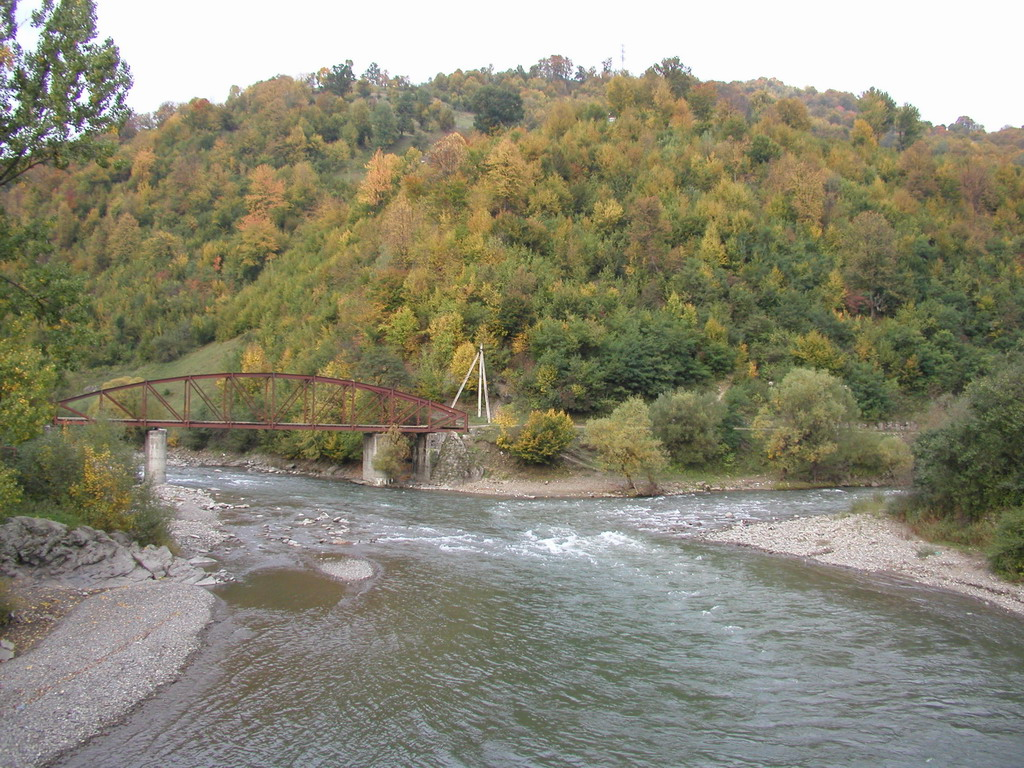
A Fekete- és Fehér-Tisza egyesülése Rahónál
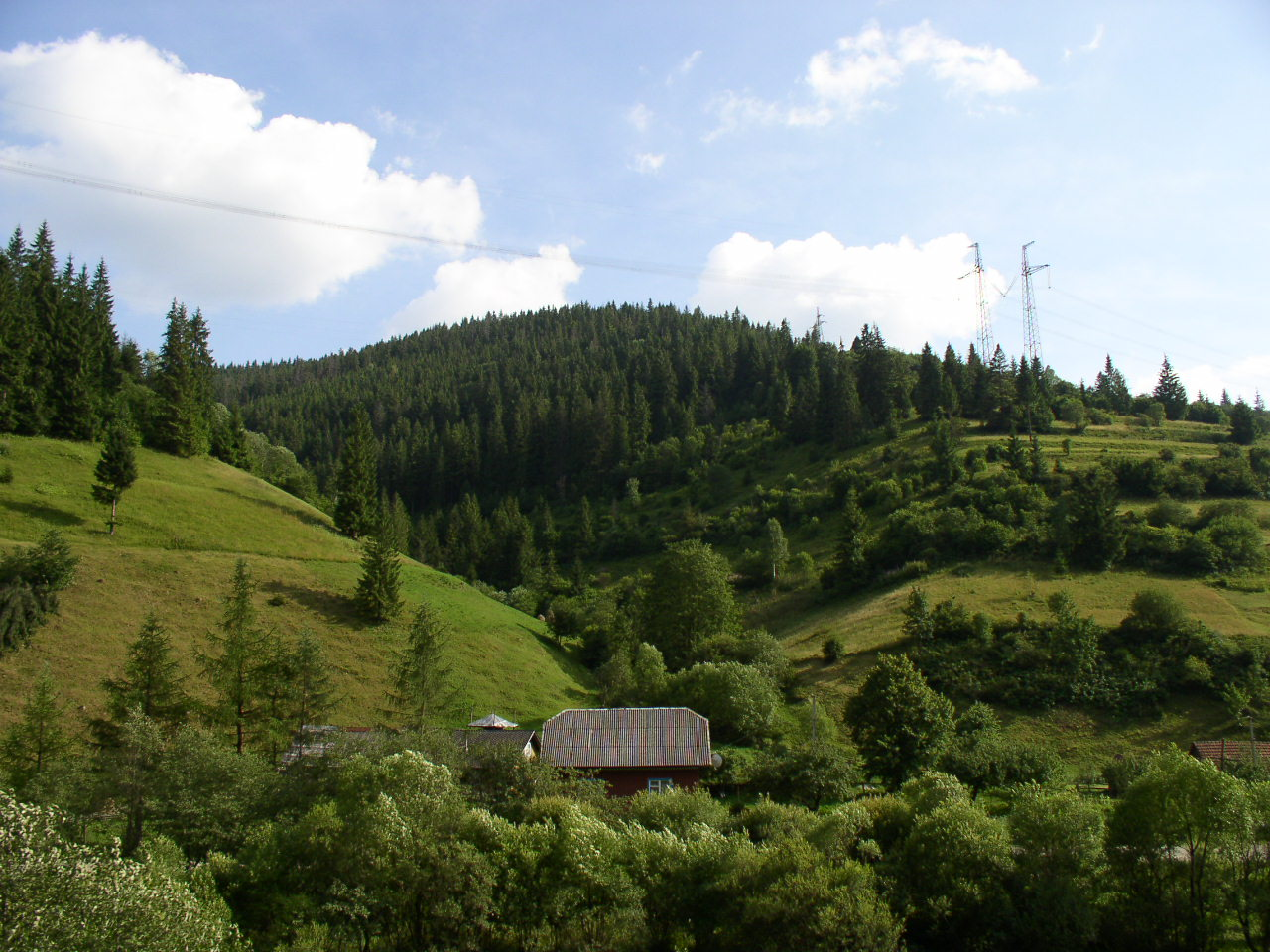
Kárpátaljai táj